# Pala Alpitour
Pala Alpitour (originalno nazvana Palasport Olimpico, skraćeno PalaOlimpico) višenamjenska je dvorana predviđena za održavanje sportskih, kulturnih, poslovnih i zabavnih manifestacija smještana u Torinu na predjelu Santa Rita. Dvorana ima kapacitet od 12 350 sjedećih mjesta kada je podešena za hokejaške utakmice, te je to ujedno i najveća dvorana takvoga tipa u Italiji. Arena je izgrađena za potrebe Zimske olimpijade 2006. u Torinu te je zajedno s dvoranom Torino Esposizioni bila domaćin hokejaškim utakmicama.
Od otvorenja Pala Alpitour postala je jedno od najbukiranijih mjesta u Italiji za velike koncerte, također je najveća dvorana za koncerte u Italiji s maksimalnim kapacitetom od 15 657 posjetitelja za pozornicu smještenu na centralnom dijelu dvorane te s kapacitetom od 13 347 posjetitelja za pozornicu smještenu na rubu dvorane.
8. kolovoza 2014 arena je preimenovana u Pala Alpitour.

## Vanjske poveznice
- Službena stranica
- Torino Olympic Park stranica